# Список глав государств в 1503 году
Список глав государств в 1502 году — 1503 год — Список глав государств в 1504 году — Список глав государств по годам

## Азия
- Ак-Коюнлу — 
  - Мурад ибн Якуб бин Узун-Хасан, султан (в Персии) (1500 — 1508)
  - Исмаил Сефеви, султан (в Азербайджане и Ираке) (1502 — 1508)
- Анатолийские бейлики —
  - Зулькадар — Бузкурд Ала ад-дин-даула, бей (1479 — 1515)
  - Рамазаногуллары (Рамаданиды) — Гияседдин Халиль, бей (1485 — 1510)
- Грузинское царство — 
  -  Гурийское княжество — Гиорги I Гуриели, царь (1491 — 1512)
  -  Имеретинское царство — Александр II, царь (1484 — 1510)
  -  Кахетинское царство — Александр I, царь (1476 — 1511)
  -  Картлийское царство — Константин II, царь (1478 — 1505)
  - Самцхе-Саатабаго — Мзечабук, атабег (1500 — 1515)
- Бруней — Болкиах, султан (1485 — 1524)
- Бухарское ханство — Мухаммед Шейбани, хан (1500 — 1510)
- Дайвьет — Ле Хьен-тонг, император (1497 — 1504)
- Индия —
  - Амбер (Джайпур) — Притви Сингх I, раджа[кат.] (1502 — 1527)
  - Ахмаднагарский султанат — Ахмад Низам-шах I, султан (1490 — 1510)
  - Ахом — Сухунгмунг, махараджа[англ.] (1497 — 1539)
  - Бахманийский султанат — Махмуд-шах, султан (1482 — 1518)
  - Бенгальский султанат — Ала ад-дин Хусайн-шах, султан (1494 — 1519)
  - Берарский султанат — Фатх-Аллах Имад аль-Мульк, султан (1490 — 1504)
  - Бидарский султанат — Касим Барид I, мир-джумла (1489 — 1504)
  - Биджапурский султанат — Юсуф Адиль Шах, султан (1490 — 1511)
  - Биканер — Бика, раджа[англ.] (1465 — 1504)
  - Бунди — Нарайян Дас, раджа (1491 — 1527)
  - Бхавнагар — Рамдасжи Джетиджи, раджа (1500 — 1535)
  - Венад[англ.] — 
    - Вира Рави Рави Варма, махараджа[англ.] (1484 — 1503)
    - Мартанда Варма, махараджа[англ.] (1503 — 1504)

  - Виджаянагарская империя — 
    - Иммади Нарасимха, махараджадхираджа (1490 — 1503)
    - Нарасимха Райя II, махараджадхираджа (1503 — 1505)

  - Гаджапати[англ.] — Пратапарудра Дева, царь[англ.] (1497 — 1540)
  - Гуджаратский султанат — Махмуд-шах I Бегада, султан (1458 — 1511)
  - Делийский султанат — Сикандар-шах II, султан (1489 — 1517)
  - Джайнтия[англ.] — Прабхат Рай, раджа[англ.] (1500 — 1516)
  - Джалавад (Дрангадхра) — Раножи Раидхаржи, сахиб (1499 — 1522)
  - Дунгарпур — Удаи Сингх I, раджа (1497 — 1527)
  - Качари — Кхункхра, царь (ок. 1486 — ок. 1511)
  - Кашмир — Мухаммад-шах I, султан (1484 — 1486, 1493 — 1505, 1514 — 1515, 1517 — 1528, 1530 — 1537)
  - Кочин — 
    - Уннираман Коикал I, махараджа (ок. 1500 — 1503)
    - Уннираман Коикал II, махараджа (1503 — 1537)

  - Майсур — Шамараджа II, махараджа (1478 — 1513)
  - Малавский султанат — Насир-шах, султан (1500 — 1510)
  - Манипур — Сенби Киянба, раджа[англ.] (1467 — 1508)
  - Марвар (Джодхпур) — Суджа, раджа (1492 — 1515)
  - Мевар — Раи Мал, махарана (1473 — 1509)
  - Мултан (Султанат Ланга) — Махмуд Ланга, султан (1502 — 1527)
  - Орчха — Рудра Пратап, раджа (1501 — 1531)
  - Пратабгарх — Сураж Мал, махараджа (1473 — 1530)
  - Рева — Вир Сингх Део, раджа (1500 — 1540)
  - Самбалпур[англ.] — Бальрам Дев, раджа[англ.] (1494 — 1534)
  - Синд — Низамуддин II, джем (султан)[англ.] (1461 — 1508)
  - Сирохи — Джагмаль, раджа (1483 — 1523)
  - Трипура[англ.] — Дханья Маникья, махараджа[англ.] (1463 — 1515)
  - Хандешский султанат — 
    - Адил-хан II, султан (1457 — 1501/1503)
    - Дауд-хан, султан (1501/1503 — 1508)

  - Чамба — Ананд Верман, раджа (1475 — 1512)
- Индонезия —
  - Аче — Али Мугаят Шах, султан (1496 — 1528)
  - Демак — Раден Патах, султан (1475 — 1518)
  - Маджапахит — Бравиджайя VII, раджа (1489 — 1517)
  - Пасай — Абдулла, султан (1495 — 1506)
  - Сунда — Шри Бадуга, махараджа (1482 — 1521)
  - Сулу — Камалуд-Дин, султан[англ.] (1480 — 1505)
  - Тернате — Байянулла, султан (1500 — 1522)
  - Чиребон[англ.] — Сунан Гугунгжати, султан[англ.] (1479 — 1568)
- Иран —
  -  Каркия — Солтан-Али Мирза, амир (1478 — 1505)
  -  Падуспаниды — 
    - Ашраф ибн Тадж аль-Давла, малек (в Кожуре) (1491 — 1507)
    - Бисотун II, малек (в Нуре) (1499 — 1507)
- Йемен —
  -  Тахириды — Амир II бин Абд аль-Ваххаб, султан (1498 — 1517)
- Казахское ханство — Бурундук, хан (1480 — 1511)
- Китай (Империя Мин)  — Хунчжи (Чжу Ютан), император (1487 — 1505)
- Камбоджа — Тхоммо Ричеа I, царь[англ.] (1476 — 1504)
- Лансанг  — Висунарат, король (1501 — 1520)
- Малайзия — 
  - Кедах — Мухаммад Жива Зайнал Адилин Муадзам Шах I, султан[англ.] (1472 — 1506)
  - Келантан — Мансур-шах ибн аль-Мартум, султан[англ.] (1467 — 1522)
  - Малаккский султанат — Махмуд Шах, султан (1488 — 1511)
  - Паханг — Мансур-шах I, султан (1494 — 1515)
- Мальдивы — Калу Мохамед, султан (1492, 1495 — 1510)
- Михрабаниды[англ.] — Махмуд ибн Низам аль-Дин Яхья, малик[англ.] (ок. 1495 — ок. 1537)
- Могулистан — 
  - Ахмад, хан (в Восточном и Центральном Могулистане)  (1487 — 1503)
  - Мансур, хан (в Восточном и Центральном Могулистане)  (1503 — 1508)
  - Махмуд, хан (в Западном Могулистане)  (1487 — 1508)
- Монгольская империя (Северная Юань) — Бату-Мункэ Даян-хан, великий хан (1478 — 1517)
- Мьянма — 
  - Ава — Нарапати II (Швенанкьошин), царь[англ.] (1501 — 1527)
    - Таунгу — Минджиньо, царь[англ.] (1486 — 1510)

  - Аракан (Мьяу-У) — Раза, царь[англ.] (1502 — 1513)
  - Пьи — Тэдо Минсо, царь[англ.] (1482 — 1526)
  - Хантавади — Бинья Ран II, царь[англ.] (1492 — 1526)
- Непал (династия Малла) —
  - Бхактапур — Райя Малла, раджа[англ.] (1482 — 1519)
  - Катманду (Кантипур) — Ратна Малла, раджа[англ.] (1482 — 1520)
- Ногайская Орда — Ямгурчи, бий (1502 — 1504)
- Оман — Мухаммед бин Исмаил, имам (1500 — 1529)
- Османская империя — Баязид II, султан (1481 — 1512)
- Рюкю — Сё Син, ван (1477 — 1526)
- Сефевидское государство — Исмаил I, шахиншах (1501 — 1524)
- Сибирское ханство — Агалак, хан (ок. 1498 — ок. 1530)
- Таиланд — 
  - Аютия — Раматибоди II, король (1491 — 1529)
  - Ланнатай — Каео (Муонгкао), король[англ.] (1495 — 1525)
- Тибет — Нгаванг Тоши Дракпа, гонгма[англ.] (1499 — 1554, 1556/1557 — 1564)
- Туран (Государство Тимуридов) — 
  - Мавераннахр — Мухаммед Шейбани, хан (1501 — 1510)
  - Хорасан — Хусейн Мирза Байкара, эмир  (1470 — 1506)
- Филиппины — 
  - Тондо — Калангитан, дайян (королева)[англ.] (ок. 1450 — ок. 1515)
- Чосон  — Ёнсан-гун, ван (1494 — 1506)
- Ширван — Ибрагим II, ширваншах (1502 — 1524)
- Шри-Ланка — 
  - Джафна — Сингаи Парарасасегарам, царь[фр.] (1478 — 1519)
  - Канди — Сена Самматха Викрамабаху, царь[англ.] (1473 — 1511)
  - Котте — Паракрамабаху VIII, царь (1484 — 1518)
- Япония — 
  - Кацухито (Го-Касивабара), император (1500 — 1526)
  - Сёгунат Муромати —  Асикага Ёсидзуми, сёгун (1494 — 1508)

## Америка
- Ацтекская империя (Тройственный союз) — Монтесума II, великий тлатоани (1502 — 1520)
  - Теночтитлан — Монтесума II, Теночтитлан (1502 — 1520)
  - Тескоко — Несауальпилли, тлатоани (1472 — 1515)
  - Тлакопан — Тотокиуацин II, тлатоани (1490 — 1519)
- Империя инков — Уайна Капак, сапа инка (1493 — 1527)
- Конфедерация Муисков[англ.] — 
  - Кемуинчаточа, заку[англ.] (1490 — 1537)
  - Немекене, зипа[англ.] (1490 — 1514)
- Тараско — Зуангуа, каконци (1479 — 1520)

## Африка
- Абдальвадиды (Зайяниды) — Абу Абдалла IV, султан (1470 — 1504)
- Адаль — Мухаммад ибн Азхар ад-Дин, султан (1488 — 1518)
- Бамум — Менгап, мфон (султан)[англ.] (1498 — 1519)
- Бени-Аббас[англ.] — Ахмед I, султан[фр.] (1500 — 1510)
- Бенинское царство — Озолуа, оба[англ.] (1480 — 1504)
- Боно — Такийя Кваме, бонохене (ок. 1490 — ок. 1510)
- Борну — Идрис Катаркамаби, маи[нем.] (1487 — 1509)
- Буганда — Кайима, кабака (ок. 1494 — ок. 1524)
- Варсангали[англ.] — 
  - Али Дабле, султан[кат.] (1491 — 1503)
  - Либан, султан[кат.] (1503 — 1525)
- Вогодого — Намоэро, нааба (ок. 1500 — ок. 1520)
- Джолоф — Букаар Бие-Сунгуле, буур-ба[англ.] (1492 — 1527)
- Египет (Мамлюкский султанат) — Кансух аль-Гаури, султан (1501 — 1516)
- Кано[англ.] — Абдулла дан Румфа, султан[англ.] (1499 — 1509)
- Каффа — Шадитато, царь (ок. 1495 — ок. 1530)
- Килва — Ибрагим ибн Сулейман, эмир (1499 — 1505)
- Конго — Нзинга Нкуву (Жуан I), маниконго[англ.] (ок. 1470 — ок. 1509)
- Мали — Мамаду II, манса (1496 — 1559)
- Марокко (Ваттасиды) — Мухаммед аш-Шейх, султан (1472 — 1504)
- Массина — Нгуя, ардо (1480 — 1510)
- Мутапа — Чикуйо Чисамаренгу, мвенемутапа[англ.] (1494 — 1530)
- Нри[англ.] — Яньямата, эзе[англ.] (1465 — 1511)
- Руанда —  Ндахиро II, мвами (1477 — 1510)
- Салум — Мбеган Ндур, маад (1494 — 1513)
- Свазиленд — Мсвати I, вождь (ок. 1480 — ок. 1520)
- Сонгай — Аския Мохаммед I, император (1493 — 1528)
- Твифо-Эман[англ.] — Офусу Кваби, аквамухене[англ.] (ок. 1500 — ок. 1520)
- Фуло (Денанк) — Тенгуелла, великий фуло (1490 — 1512)
- Хафсиды — Мухаммад V, халиф (1494 — 1526)
- Эфиопия — Наод, император (1494 — 1508)

## Европа
- Англия — Генрих VII Тюдор, король (1485 — 1509)
- Андорра — 
  - Екатерина де Фуа, княгиня-соправитель (1483 — 1512, 1513 — 1517)
  - Пере де Кардона, епископ Урхельский, князь-соправитель (1472 — 1512, 1513 — 1515)
- Астраханское ханство — Абдул-Керим, хан (ок. 1490 — ок. 1504)
- Валахия — Раду Великий, господарь (1495 — 1508)
- Венгрия — Владислав II Ягеллон (Уласло II), король (1490 — 1516)
- Дания — Иоганн (Ганс), король (1481 — 1513)
- Ирландия —
  - Десмонд — 
    - Тадг Лиат Маккарти, король (1469 — 1503)
    - Домналл Маккарти, король (1503 — 1508)

  - Тир Эогайн — Домналл Кларах мак Эйнри, король (1498 — 1509)
  - Томонд — Тойрделбах Донн мак Тадг О’Брайен, король (1498 — 1528)
- Испания —
  - Арагон — Фердинанд II, король (1479 — 1516)
  - Кастилия и Леон — Изабелла I, королева (1474 — 1504)
  - Наварра — Екатерина де Фуа, королева (1483 — 1517)
- Италия —
  - Венецианская республика — Леонардо Лоредано, дож (1501 — 1521)
  - Гвасталла — Акилле Торелли, граф (1494 — 1522)
  - Генуэзская республика — оккупирована Францией (1499 — 1507)
  - Мантуя — Франческо II Гонзага, маркграф (1484 — 1519)
  - Масса и Каррара — Альберико II Маласпина, маркграф (1481 — 1519)
  - Милан — оккупировано Францией (1499 — 1500, 1500 — 1512)
  - Монтекьяруголо — оккупировано Францией (1500 — 1504)
  - Монферрат — Гульельмо IX, маркграф (1494 — 1518)
  - Пьомбино — Якопо IV Аппиани, князь (1474 — 1511)
  - Салуццо — Лодовико II, маркграф (1475 — 1487, 1490 — 1504)
  - Сицилийское королевство — Фердинанд II Арагонский, король (1479 — 1516)
  - Урбино — 
    - Чезаре Борджиа, правитель (1502 — 1503)
    - Гвидобальдо да Монтефельтро, герцог (1482 — 1502, 1503 — 1508)

  - Феррара, Модена и Реджо — Эрколе I д’Эсте, герцог (1471 — 1505)
  - Флорентийская республика — Пьеро Содерини, глава правительства (1502 — 1512)
- Казанское ханство — Мухаммед-Амин, хан (1484 — 1485, 1487 — 1496, 1502 — 1518)
- Крымское ханство — Менгли I Герай, хан (1467, 1469 — 1475, 1478 — 1515)
- Литовское княжество — Александр, великий князь (1492 — 1506)
  -  Мстиславское княжество — Михаил Иванович, князь (1499 — 1529)
- Молдавское княжество — Стефан III Великий, господарь (1457 — 1504)
- Монако — Жан II, сеньор (1494 — 1505)
- Мэн — Томас II Стэнли, король (1459 — 1504)
- Наксосское герцогство — Франческо III, герцог (1500 — 1511)
- Норвегия — Иоганн, король (1483 — 1513)
- Папская область — 
  - Александр VI, папа (1492 — 1503)
  - Пий III, папа (1503)
  - Юлий II, папа (1503 — 1513)
- Польша — Александр, король (1501 — 1506)
  - Мазовецкое княжество (Варшава, Плоцк и Черск) — 
    - Конрад III Рыжий, князь[англ.] (1489 — 1503)
    - Станислав Мазовецкий, князь[англ.] (1503 — 1524)
    - Януш III Мазовецкий, князь[англ.] (1503 — 1526)
- Португалия — Мануэл I Счастливый, король (1495 — 1521)
- Русские княжества — 
  -  Великое княжество Московское — Иван III Васильевич, государь всея Руси (1462 — 1505)
    -  Великопермское княжество — Матвей Михайлович, князь (1481 — 1505)
    -  Волоцкое княжество — Фёдор Борисович, князь (1494 — 1513)

  -  Рязанское княжество — Иван Иванович, князь (1500 — 1521)
- Священная Римская империя — Максимилиан I, король Германии (1493 — 1508)
  - Австрия — Максимилиан I, герцог (1493 — 1519)
  - Ангальт — 
    - Ангальт-Дессау — 
      - Эрнст I, князь (1474 — 1516)
      - Георг II, князь (1474 — 1509)
      - Рудольф IV, князь (1474 — 1510)

    - Ангальт-Кётен — 
      - Вальдемар VI, князь (1473 — 1508)
      - Магнус, князь (1475 — 1508)
      - Адольф II, князь (1475 — 1508)

  - Ансбах — Фридрих I, маркграф (1486 — 1515)
  - Бавария — Альбрехт IV, герцог (1503 — 1508)
    - Бавария-Ландсхут — 
      - Георг Богатый, герцог (1479 — 1503)
      - в 1503 году объединена с Баварией-Мюнхен

    - Бавария-Мюнхен — Альбрехт IV, герцог (1463 — 1503)

  - Баден — Кристоф I, маркграф (1475 — 1515)
  - Байрет (Кульмбах) — Фридрих I, маркграф (1495 — 1515)
  - Бранденбург — Иоахим I Нестор, курфюрст (1499 — 1535)
  - Брауншвейг — 
    - Брауншвейг-Вольфенбюттель — Генрих IV, герцог (1491 — 1514)
    - Брауншвейг-Грубенхаген — 
      - Генрих IV, герцог (1464 — 1526)
      - Филипп I, герцог (1485 — 1551)

    - Брауншвейг-Каленберг — Эрих I, герцог (1491 — 1540)
    - Брауншвейг-Люнебург — Генрих, герцог (1478 — 1520)

  - Вальдек — 
    - Вальдек-Вилдунген — Генрих VIII, граф (1486 — 1513)
    - Вальдек-Эйсенберг — Филипп II, граф (1486 — 1524)

  - Восточная Фризия — Эдцард I Великий, граф (1491 — 1528)
  - Вюртемберг — Ульрих, герцог (1498 — 1519, 1534 — 1550)
  - Ганау — 
    - Ганау-Лихтенберг — Филипп II, граф[англ.] (1480 — 1504)
    - Ганау-Мюнценберг — Рейнхард IV, граф[англ.] (1500 — 1512)

  - Гессен — Вильгельм II, ландграф (1500 — 1509)
  - Гольштейн — Иоганн Датский, герцог (1481 — 1513)
    - Гольштейн-Пиннеберг — Оттон III, граф (1492 — 1510)

  - Кёльнское курфюршество — Герман IV Гессен, курфюрст (1475 — 1508)
  - Клеве-Марк — Иоганн II, герцог (1481 — 1521)
  - Лотарингия — Рене II, герцог (1473 — 1508)
  - Майнцское курфюршество — Бертольд фон Хеннеберг, курфюрст (1484 — 1504)
  - Мекленбург — 
    - Магнус II, герцог (1483 — 1503)
    - Бальтазар, герцог (1483 — 1507)
    - Генрих V, герцог (1503 — 1520)
    - Альбрехт VII, герцог (1503 — 1520)
    - Эрих II, герцог (1503 — 1508)

  - Монбельяр — Ульрих Вюртембергский, граф (1498 — 1519, 1534 — 1550)
  - Нассау — 
    - Нассау-Байлштайн[нем.] — 
      - Иоганн II, граф (1499 — 1513)
      - Бернард, граф (1499 — 1556)

    - Нассау-Вейльбург — Луи I, граф (1492 — 1523)
    - Нассау-Висбаден-Идштейн[нем.] — 
      - Нассау-Висбаден[нем.] — Адольф III, граф (1480 — 1509)
      - Нассау-Идштейн[нем.] — Филипп, граф (1480 — 1509)

    -  Нассау-Дилленбург[англ.] — 
      - Энгельберт II, граф (1475 — 1504)
      - Иоганн V, граф (1475 — 1516)

    - Нассау-Саарбрюккен — Иоганн Людвиг, граф (1472 — 1545)

  - Ольденбург — Иоганн V, граф (1482 — 1526)
  - Померания — Богуслав X Великий, герцог (1478 — 1523)
  - Пфальц — Филипп I, курфюрст (1476 — 1508)
    - Пфальц-Зиммерн[англ.] — Иоганн I, пфальцграф[англ.] (1480 — 1509)
    - Пфальц-Цвейбрюккен — Александр Хромой, пфальцграф (1489 — 1514)

  - Савойя — Филиберт II Счастливый, герцог (1497 — 1504)
  - Саксония — 
    - Саксен-Виттенберг — 
      - Фридрих III, курфюрст Саксонии (1486 — 1525)
      - Георг Бородатый, герцог (1500 — 1539)

    - Саксен-Ратцебург-Лауэнбург — Иоганн V, герцог (1463 — 1507)

  - Трирское курфюршество — 
    - Иоганн II Баденский, курфюрст (1456 — 1503)
    - Якоб Баденский, курфюрст (1503 — 1511)

  - Хахберг-Заузенберг — 
    - Филипп, маркграф (1487 — 1503)
    - в 1503 году вошло в состав макграфства Баденского

  - Чехия — Владислав II Ягеллон, король (1471 — 1516)
    - Силезские княжества —
      - Бжегское княжество — 
        - Людмила из Подебрад, княгиня (1488 — 1503)
        - Фридрих II Легницкий, князь (1503 — 1505)
        - Георг I Бжегский, князь (1503 — 1521)

      - Бытомское княжество — Ян II Добрый, князь (1498 — 1521)
      - Глогувское княжество — Сигизмунд Ягеллон, князь (1498 — 1506)
      - Заторское княжество — Ян V Заторский, князь (1468 — 1513)
      - Зембицкое (Мюнстерберг) и Олесницое княжества — 
        - Альбрехт I Мюнстербергский, князь (1498 — 1511)
        - Карл I Мюнстербергский, князь (1498 — 1536)

      - Легницкое княжество — 
        - Фридрих II Легницкий, князь (1488 — 1547)
        - Георг I Бжегский, князь (1488 — 1505)

      - Немодлинско-Стрелецкое княжество — Ян II Добрый, князь (1497 — 1532)
      - Опольское княжество — Ян II Добрый, князь (1476 — 1532)
      - Ратиборское княжество — 
        - Микулаш VI Ратиборский, князь (1493 — 1506)
        - Ян VI Ратиборский, князь (1493 — 1506)
        - Валентин Горбатый, князь (1493 — 1521)

      - Сцинавское княжество — Казимир II Цешинский, князь[пол.] (1493 — 1528)
      - Тешинское (Цешинское) княжество — Казимир II Цешинский, князь (1477 — 1528)

  - Юлих-Берг — Вильгельм III (IV), герцог (1475 — 1511)
- Тевтонский орден — Фридрих Саксонский, великий магистр (1498 — 1510)
  - Ливонский орден — Вальтер фон Плеттенберг, ландмейстер (1494 — 1535)
- Франция — Людовик XII, король (1498 — 1515)
  - Арманьяк — Шарль II (Карл IV Алансонский), граф (1497 — 1525)
  - Бретань — Анна, герцогиня (1488 — 1514)
  - Овернь и Булонь — Анна, графиня (1501 — 1524)
  - Фуа — Екатерина де Фуа, графиня (1483 — 1517)
- Швеция — Стен Стуре Старший, регент (1470 — 1497, 1501 — 1503)
- Шотландия — Яков IV, король (1488 — 1513)

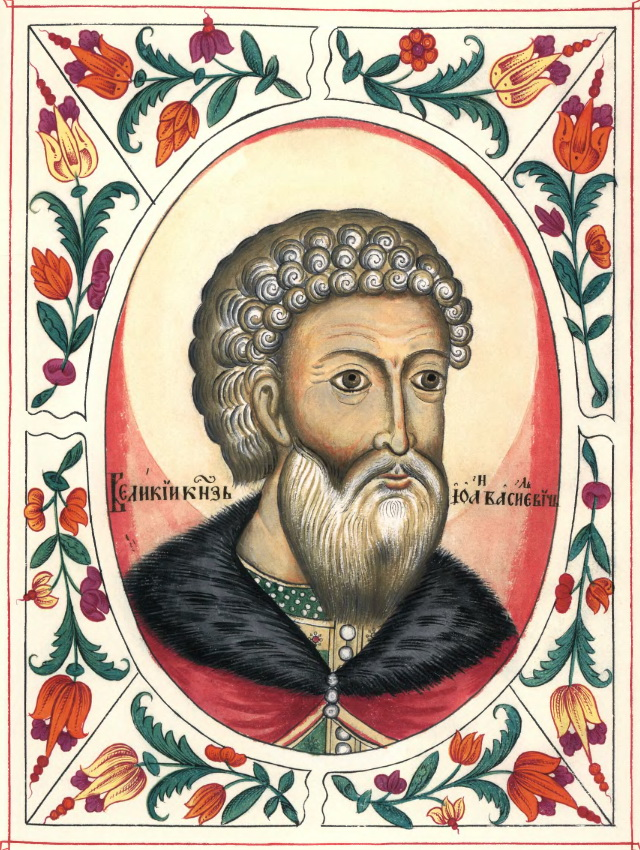
Иван III Васильевич 1462-1505 Государь всея Руси
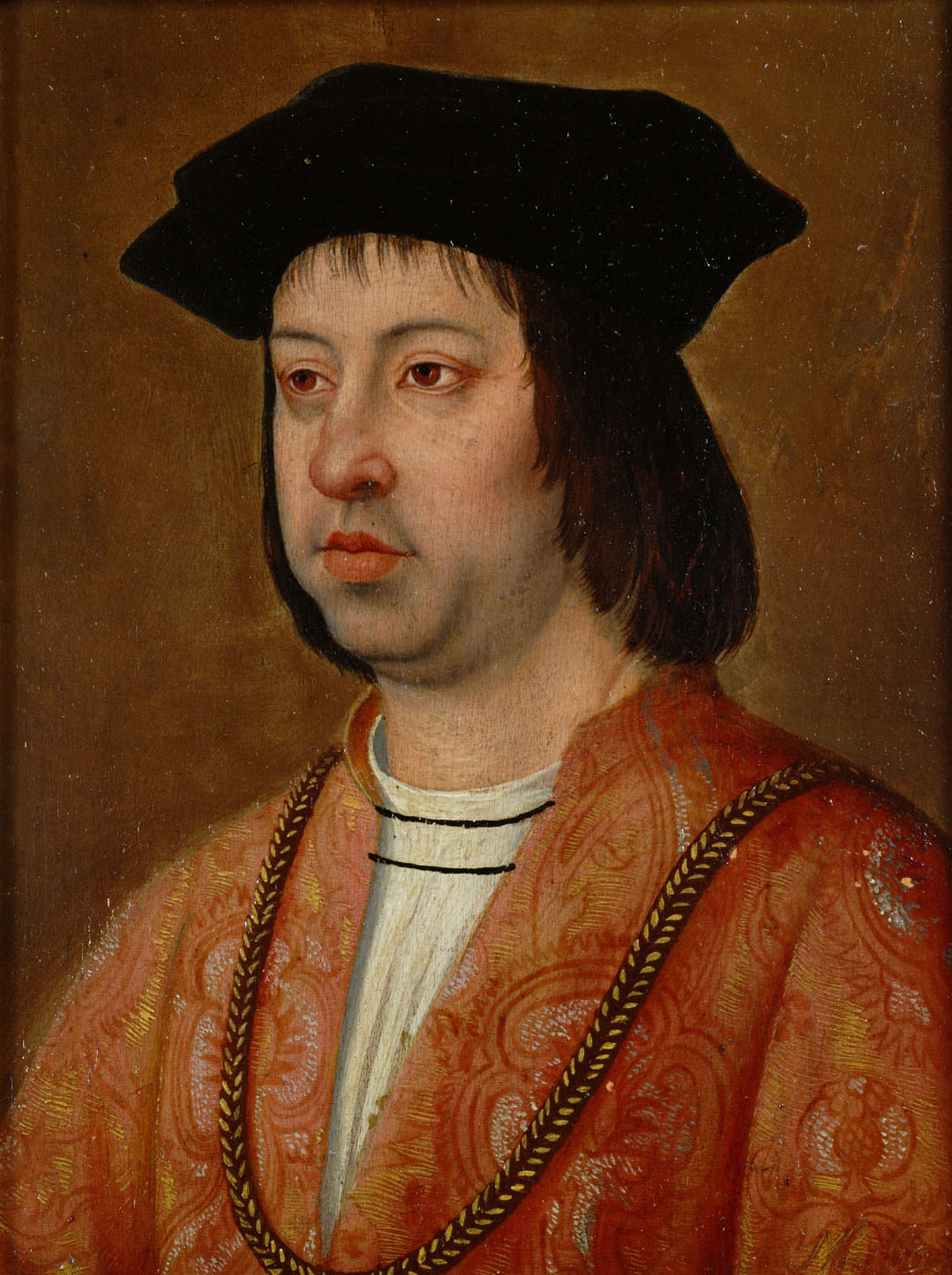
Фердинанд II 1479-1516 Король Арагона и Сицилии
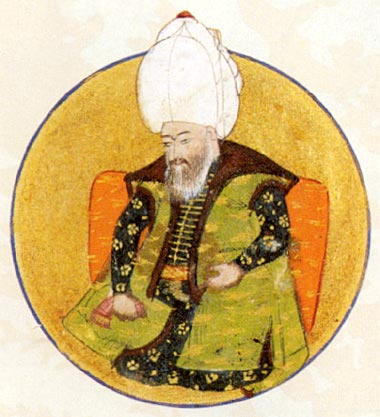
Баязид II 1481-1512 Османский султан
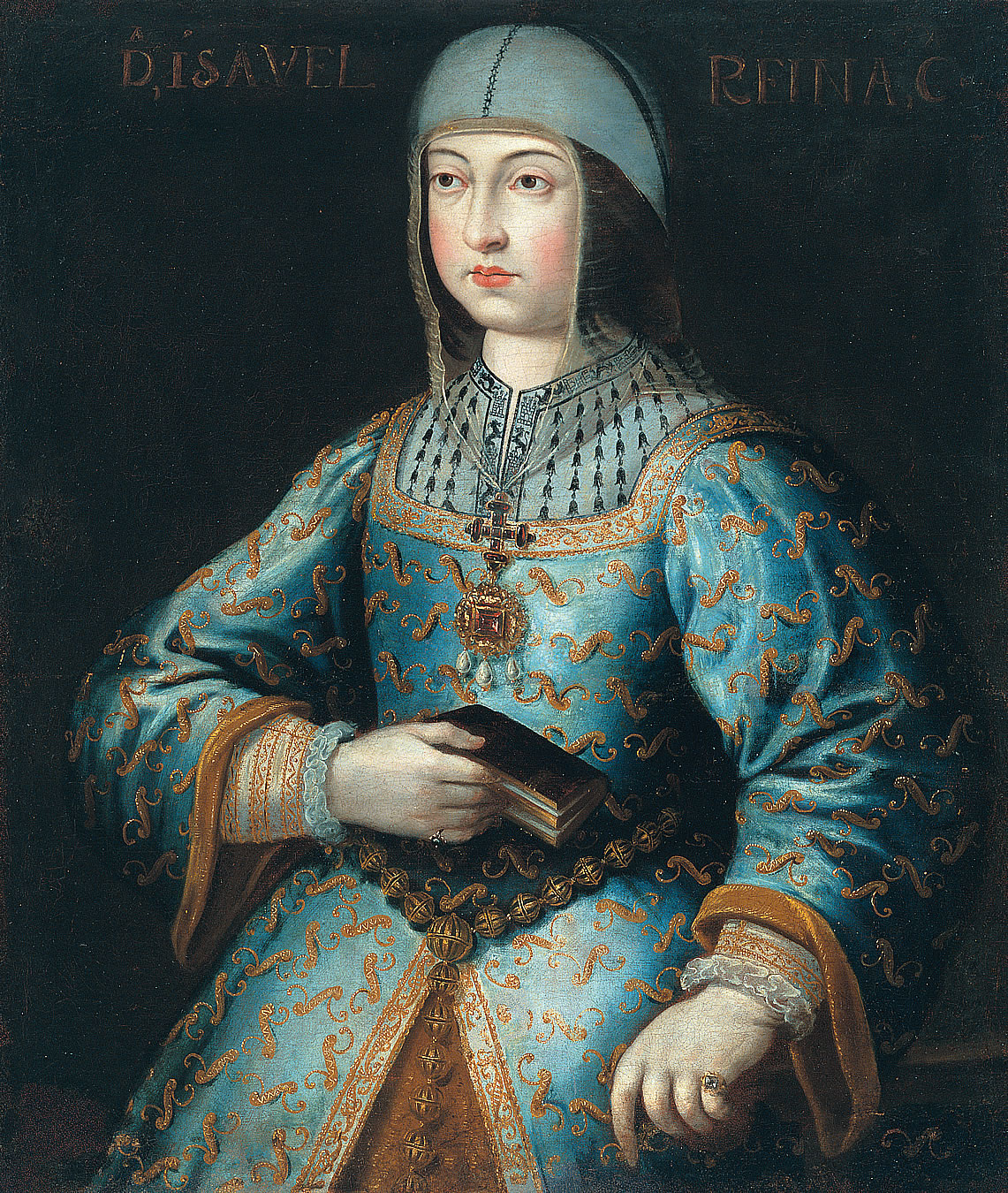
Изабелла 1474-1504 Королева Кастилии и Леона
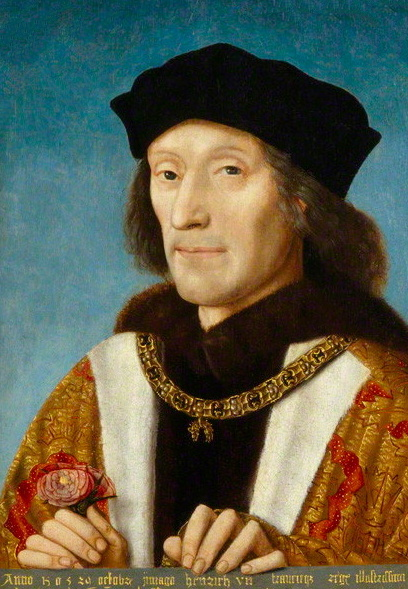
Генрих VII 1485-1509 Король Англии
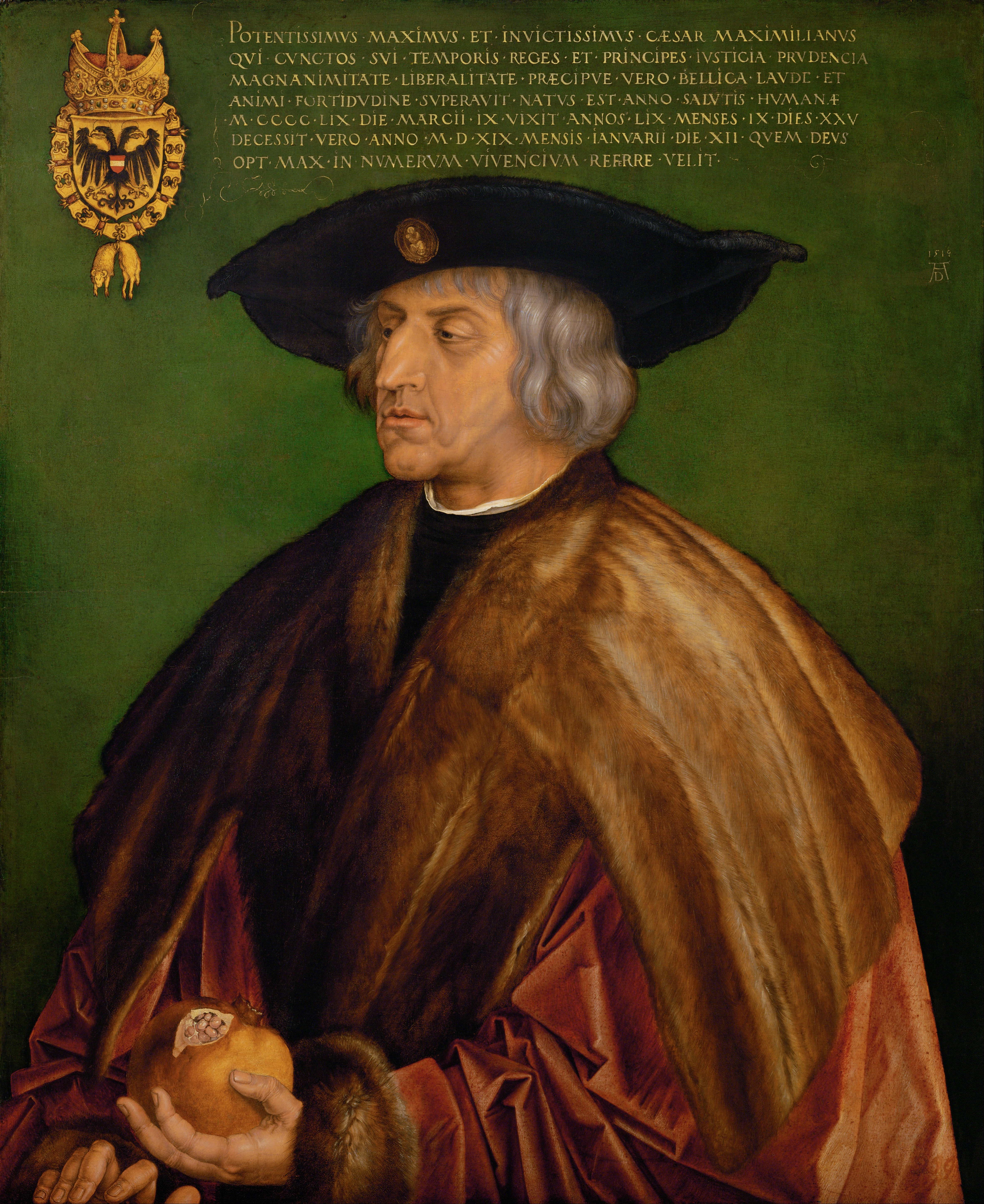
Максимилиан I 1493-1519 Король Германии
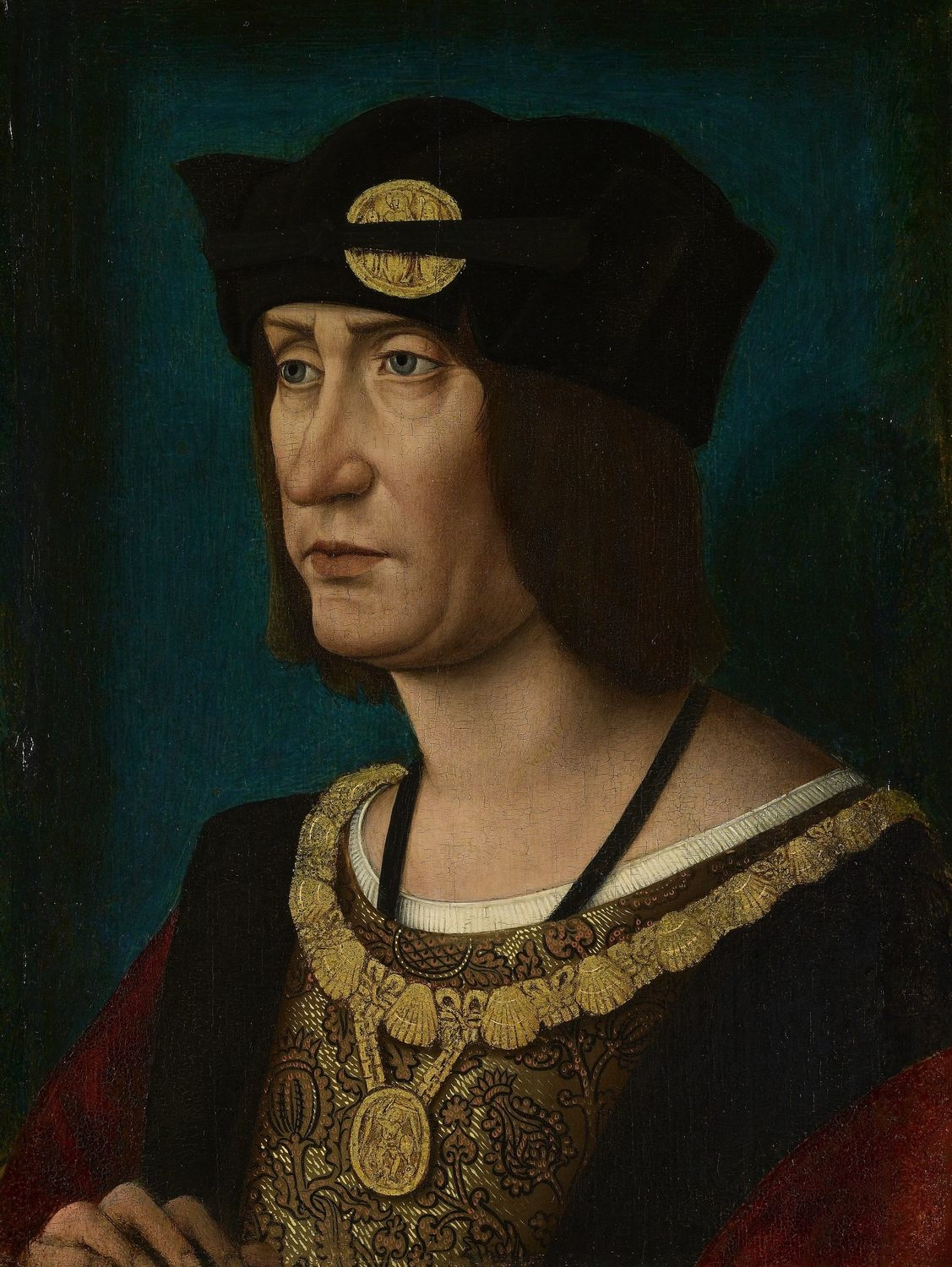
Людовик XII 1498-1515 Король Франции
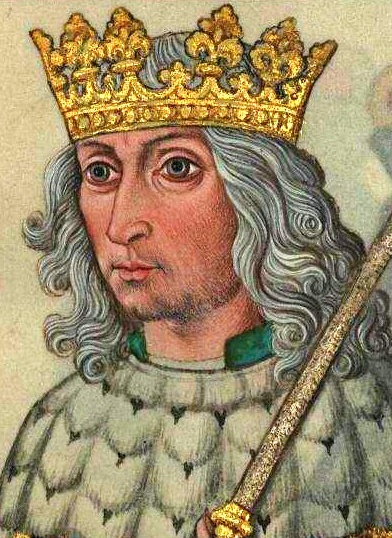
Владислав II Ягеллон 1490-1516 Король Венгрии и Чехии
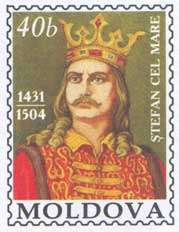
Стефан III Великий 1457-1504 Господарь Молдовы
Исмаил I 1501-1524 Шахиншах Сефевидов
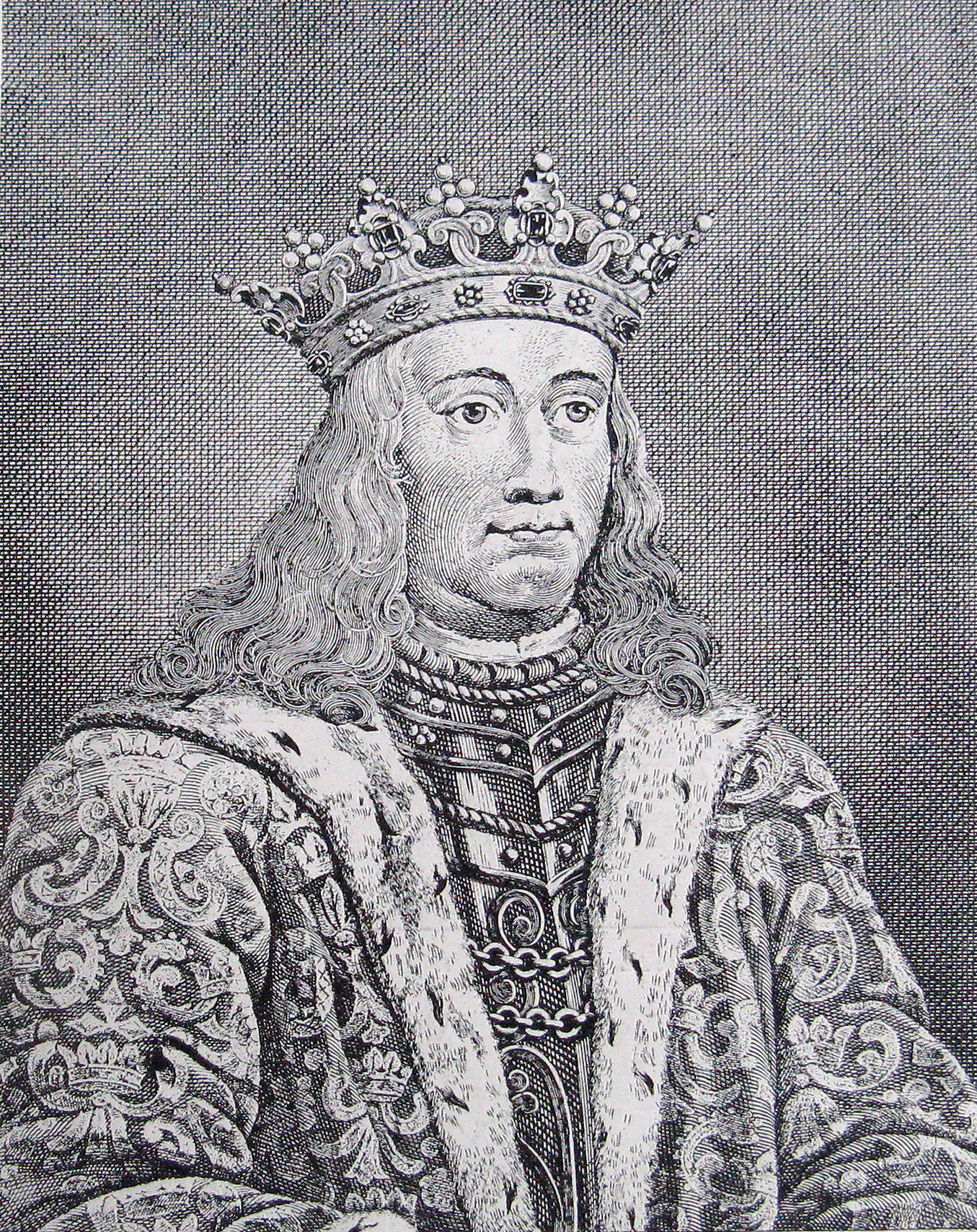
Иоганн (Ганс) 1483-1513 Король Дании и Норвегии
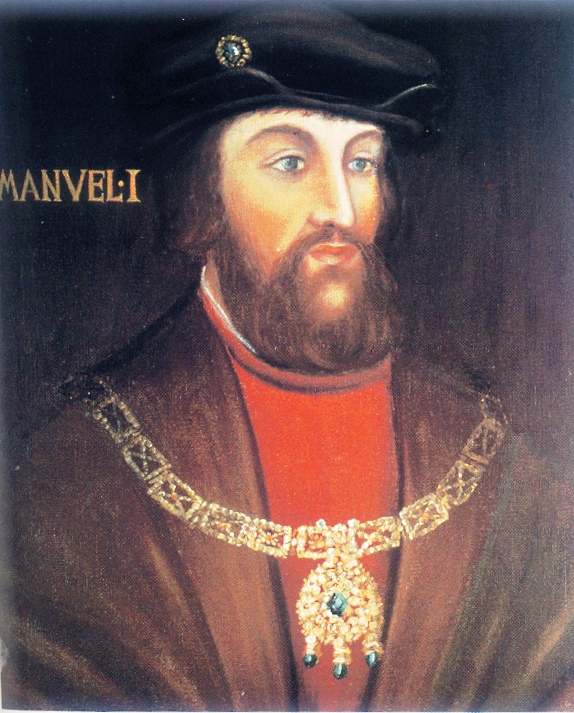
Мануил I 1495-1521 Король Португалии
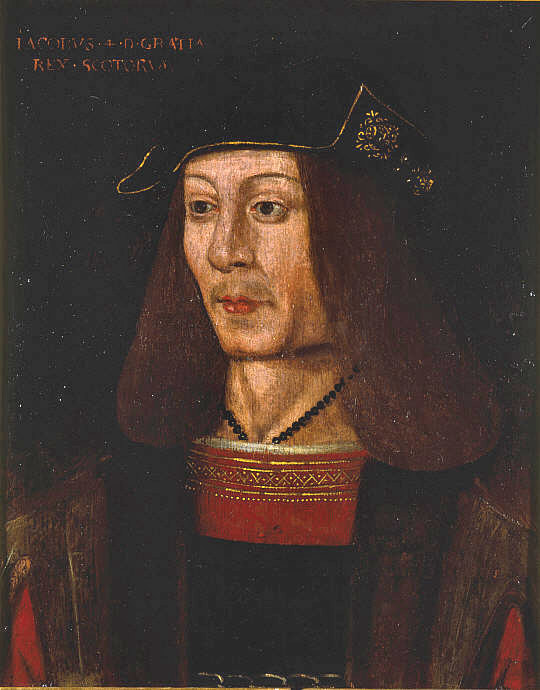
Яков IV 1488-1513 Король Шотландии
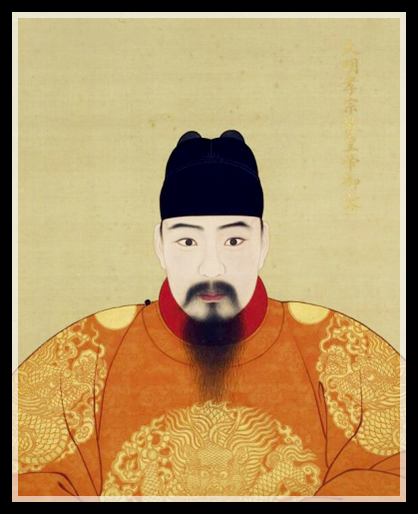
Хунчжи 1487-1505 Император Китая
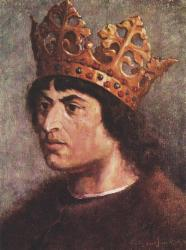
Александр 1501-1506 Король Польши и Великий князь Литовский
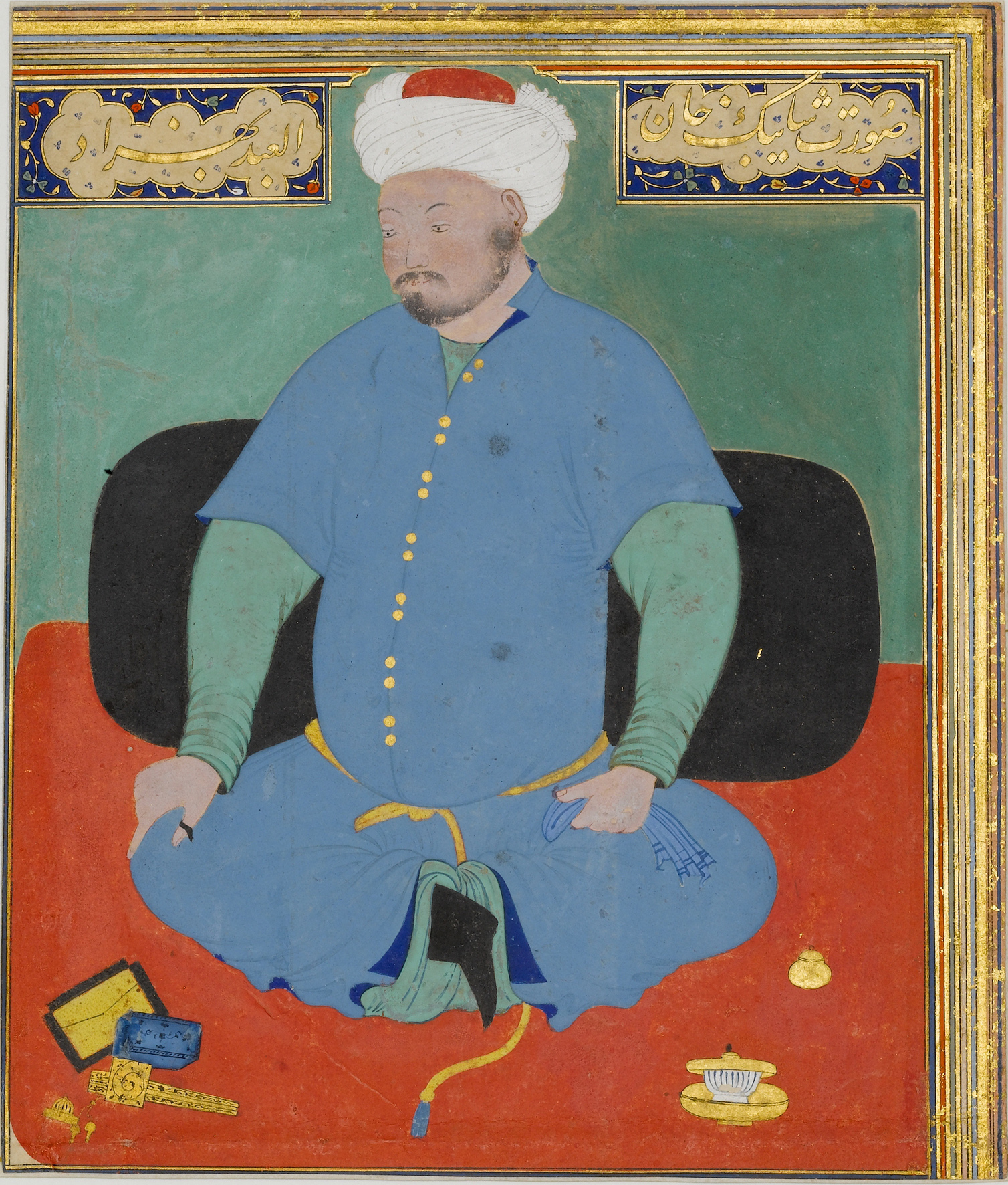
Мухаммед Шейбани 1500-1510 Бухарский хан
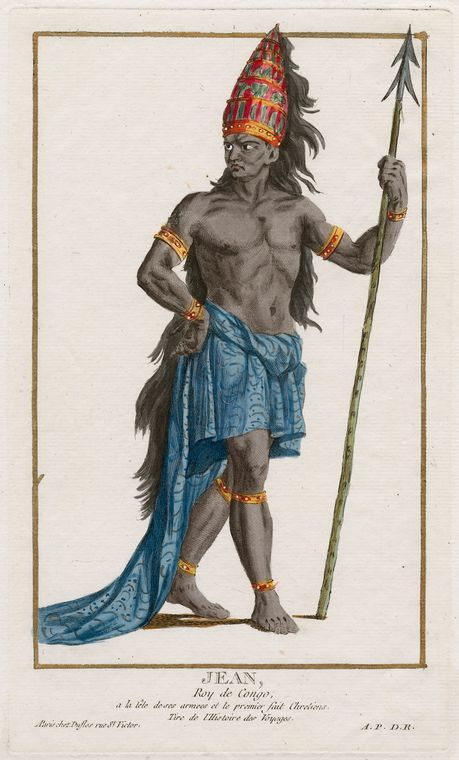
Нзинга Нкуву (Жуан I) 1470-1509 Маниконго
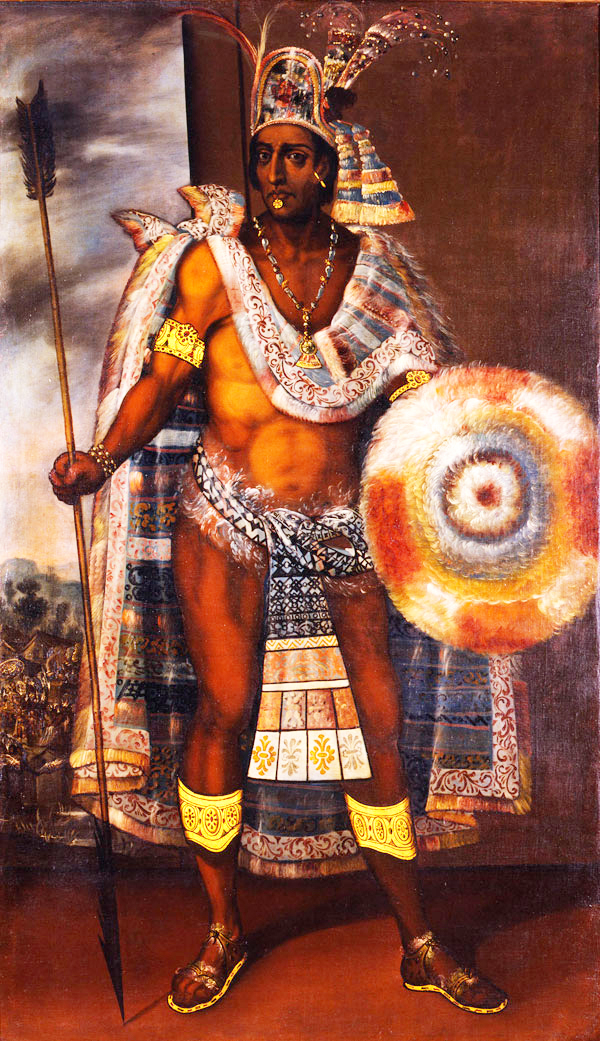
Монтесума II 1502-1520 Великий тлатоани ацтеков
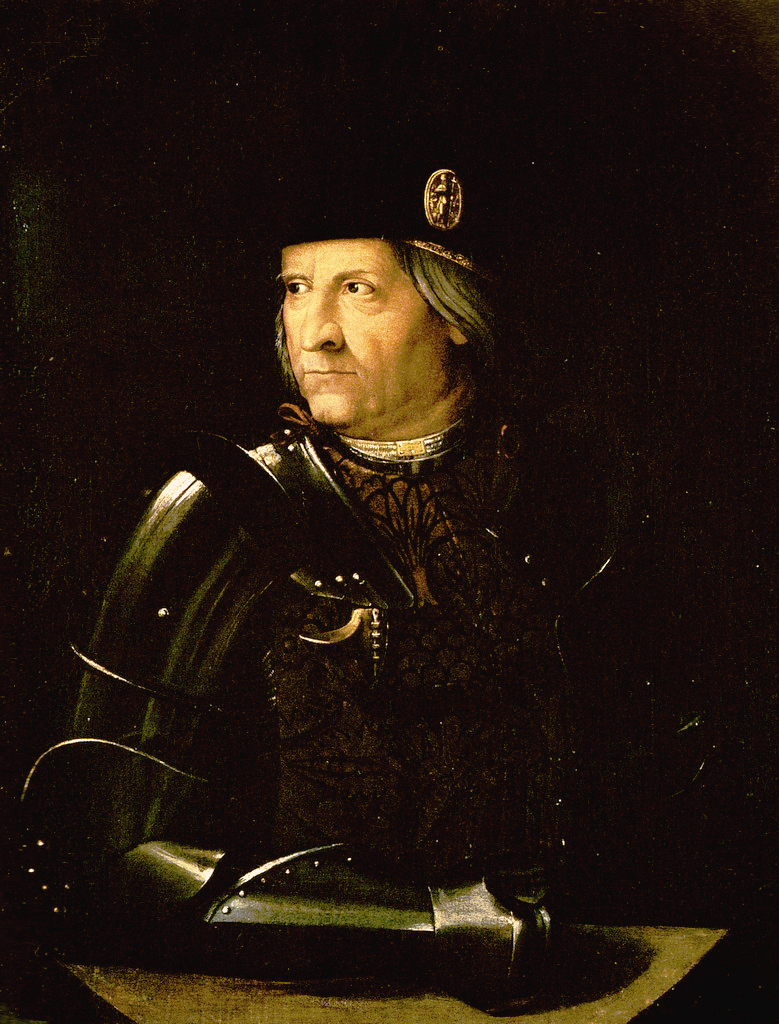
Эрколе I д’Эсте 1471-1505 Герцог Модены, Феррары и Реджо
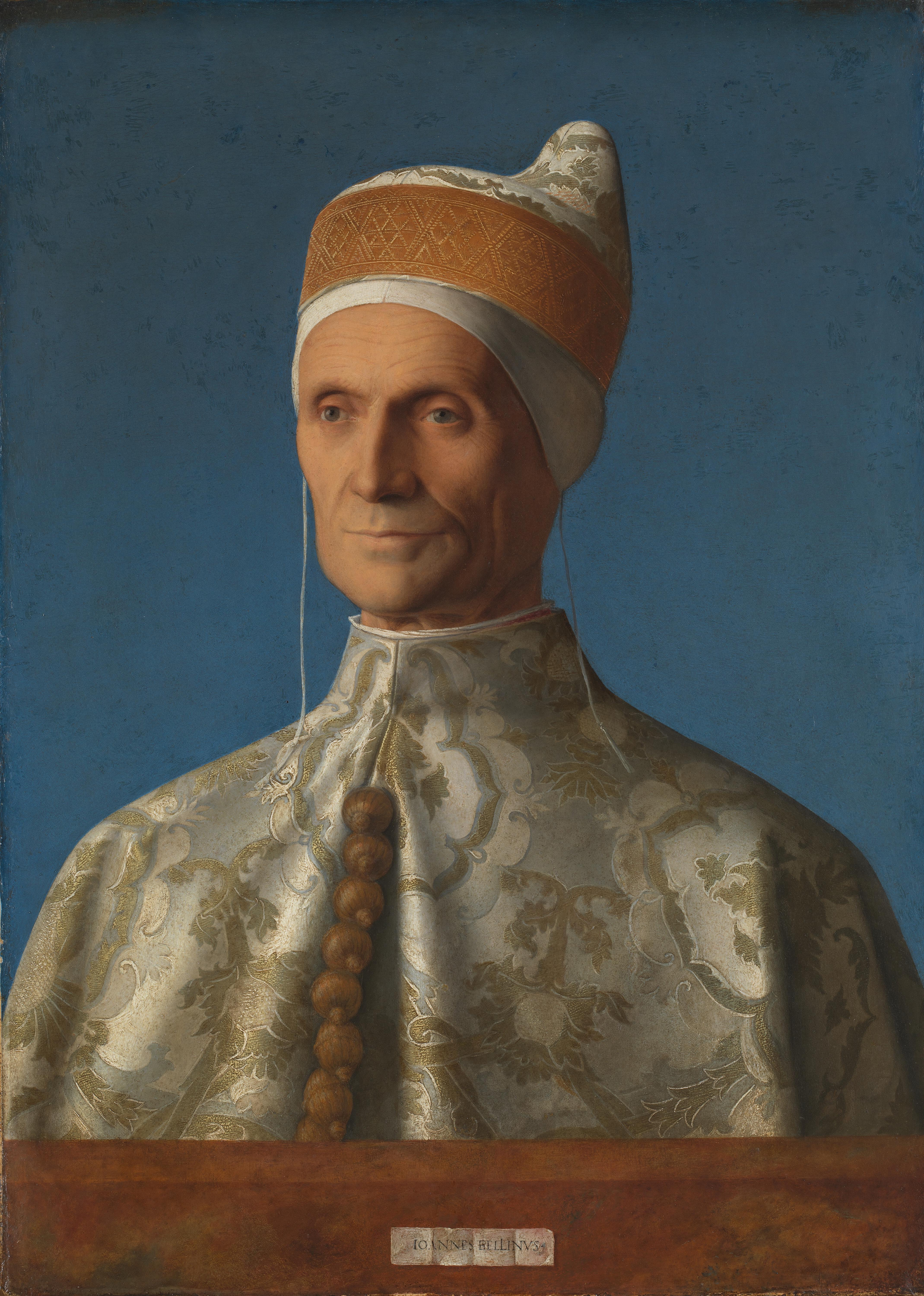
Леонардо Лоредано 1501-1521 Дож Венеции
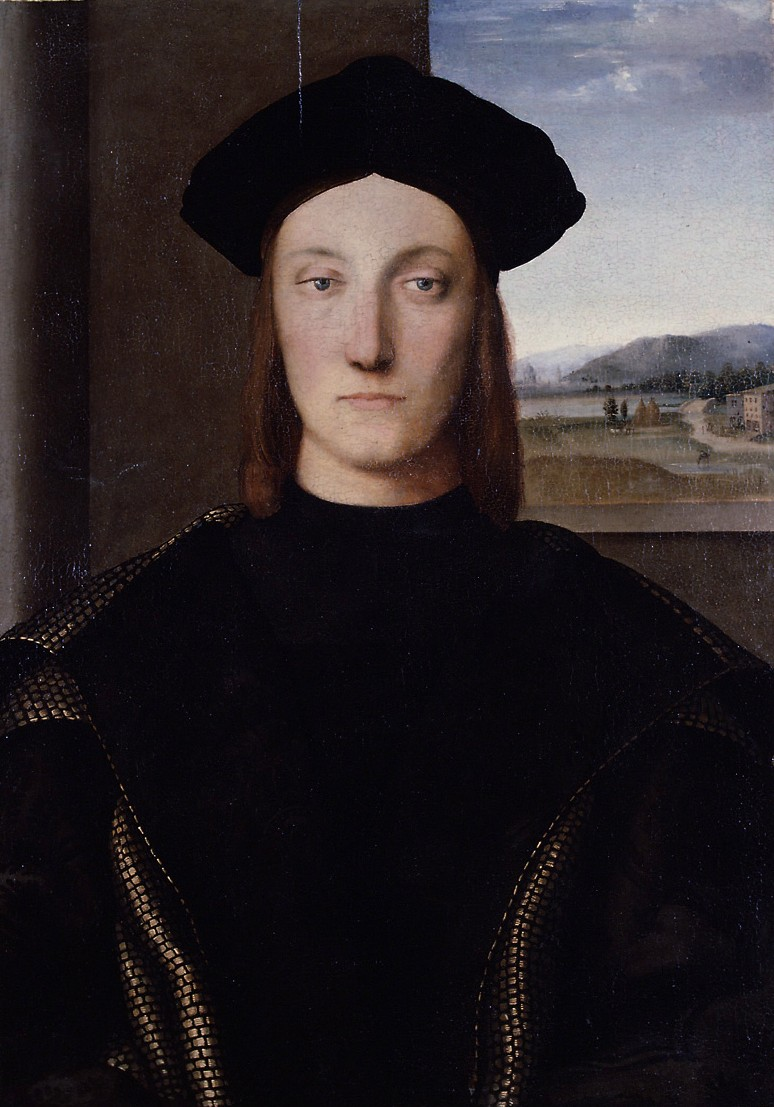
Гвидобальдо да Монтефельтро 1482-1502,1503-1508 Герцог Урбино
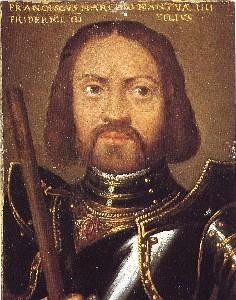
Франческо II Гонзага 1484-1519 Маркграф Мантуи
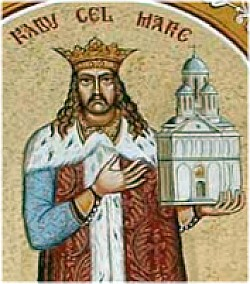
Раду Великий 1495-1508 Господарь Валахии
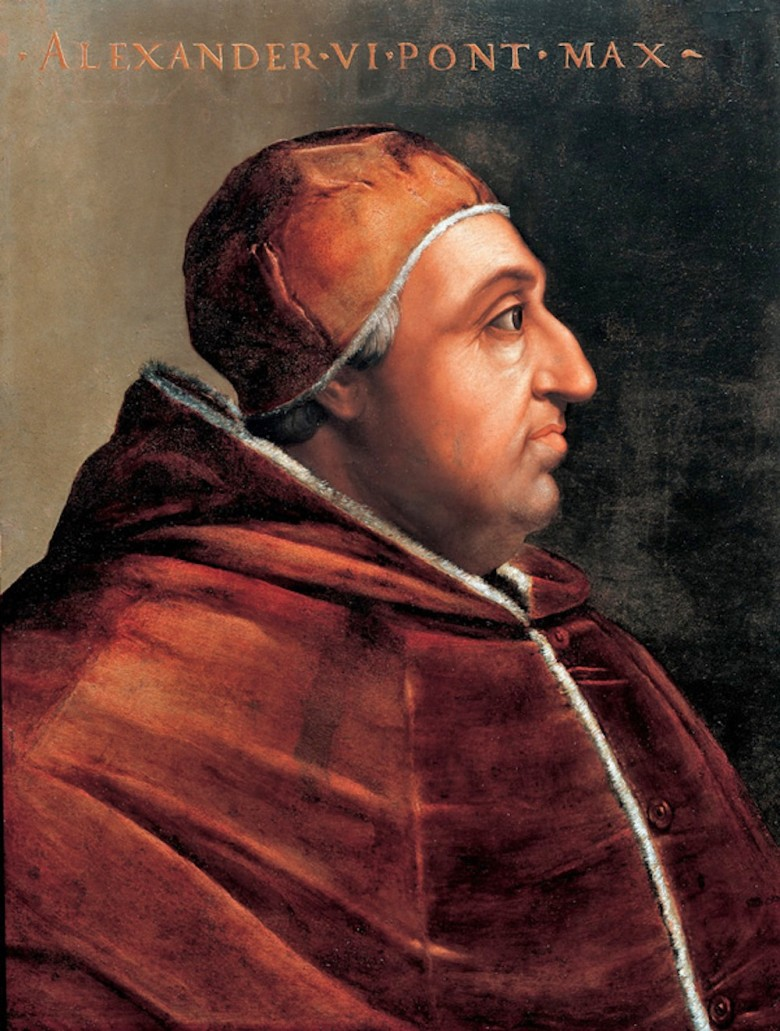
Александр VI 1492-1503 Папа Римский